# Landreva clara
Landreva clara är en insektsart som först beskrevs av Walker, F. 1869.  Landreva clara ingår i släktet Landreva och familjen syrsor. Inga underarter finns listade i Catalogue of Life.